# Verordnung (EG) Nr. 338/97
Die Verordnung (EG) Nr. 338/97 über den Schutz von Exemplaren wildlebender Tier- und Pflanzenarten durch Überwachung des Handels
ist eine Verordnung der Europäischen Gemeinschaft, die den internationalen Handel mit gefährdeten Tier- und Pflanzenarten regelt. Ziel ist laut Artikel 1, den Schutz und die Erhaltung wildlebender Tier- und Pflanzenarten durch die Regelung des Handels mit ihnen sicherzustellen.
Die Verordnung setzt das Washingtoner Artenschutz-Übereinkommen (WA; engl. CITES: Convention on International Trade in Endangered Species of Wild Fauna and Flora), und relevante Bestimmungen von zwei europäischen Richtlinien (FFH-Richtlinie und Vogelschutzrichtlinie) um.
Nach jeder CITES-Vertragsstaatenkonferenz (CoP) werden die Anhänge durch Verordnung der Kommission unter Einarbeitung der Neuerungen und Klarstellungen neu gefasst. So wurden sie neu gefasst mit Verordnung (EG) Nr. 2017/160 (CoP17) und mit Verordnung (EU) Nr. 2019/2117 (CoP18), in Kraft seit 14. Dezember 2019.

## Regelungsinhalt
Die Verordnung regelt einheitlich für alle EU-Länder die Ein- und Ausfuhr gemäß den Vorgaben des Washingtoner Artenschutzübereinkommens. Es wird nicht nur die Ein- und Ausfuhr sowie die Vermarktung von lebenden Tieren und Pflanzen, sondern auch von Teilen davon und von Erzeugnissen daraus geregelt. Dazu gehören präparierte Tiere, Elfenbein, Holzerzeugnisse und Medikamente.
Die geregelten Arten listet die Verordnung (EG) Nr. 338/97 in ihren Anhängen A bis D; dazu enthält sie Anmerkungen zu einzelnen Handelswaren oder Populationen.
Bestimmungen des Washingtoner Artenschutzübereinkommens sind grundsätzlich übernommen, aber in einigen Punkten stärker geregelt (z. B. Einfuhrgenehmigung für Anhang B Arten) und die gelisteten Arten leicht verändert. Die Anhänge sind, um Missverständnisse zu vermeiden, mit Buchstaben und nicht -wie bei der WA/ bei CITES- mit Nummern gekennzeichnet.
In der Verordnung (EG) Nr. 338/97 werden auch die strengeren Listungen, die sich aus der FFH-Richtlinie und der Vogelschutz-Richtlinie ergeben, berücksichtigt. Daher sind in ihr mehr Arten gelistet als in den Anhängen von CITES.
Die EU ist als Binnenmarkt definiert, eine Handlung zwischen zwei EU-Mitgliedsstaaten daher keine Ein-/Ausfuhr. Die Regeln der Verordnung (EG) Nr. 338/97 zu Vermarktungshandlungen gelten auch dann, wenn sie über diese Binnengrenze hinweg erfolgten.

## Anhänge
Die Bestimmungen und gelisteten Arten der Anhänge (Buchstaben; aufsteigend) der Verordnung (EG) 338/97 stimmen weitgehend mit denen in CITES (römische Zahlen; aufsteigend) überein. Änderungen ergeben sich nur für die Arten, die in der FFH-Richtlinie oder Vogelschutzrichtlinie aufgeführt sind (strengere Listung, z. B. ‚Ursus arctos), sowie für Arten, für die die Staaten der EU einen Vorbehalt bei CITES angemeldet haben (weniger strenge Regelung, z. B. Mustela altaica).
Was die Anhänge besagen, erklärt Artikel 3 der Verordnung (EG) Nr. 338/97; in Abhängigkeit vom so bestimmten Schutzstatus regeln dann Art. 4 die Einfuhr, Art. 5 die Ausfuhr, Art. 8 die Vermarktung und Art. 9 die Beförderung von Exemplaren der genannten Art.
Anhang ADie Arten des Anhangs A (Anhang I bei CITES) sind stark vom internationalen Handel bedroht. Exemplare dieser Arten unterliegen einem Vermarktungsverbot. Ausnahmen müssten von der zuständigen Vollzugsbehörde genehmigt werden. Dazu zählte auch ein Verkauf, ein Ankauf oder das Angebot einer Nachzucht durch oder an eine Privatperson. Für Einfuhr und Ausfuhr sind Genehmigungen des Einfuhr- und Ausfuhrlandes notwendig. Beispiele: Wale, einige Affenarten, Meeresschildkröten; einige Landschildkröten sowie einige Kakteen und Orchideen.
Anhang BDie Arten des Anhangs B (Anhang II bei CITES) sind vom Handel bedroht, daher wird der Handel mit ihnen reguliert. Eine Vermarktung ist unter Einschränkungen möglich. Für die Ein- oder Ausfuhr ist die Genehmigung des Ein- und Ausfuhrlandes notwendig, wozu nachzuweisen ist, dass der Handel das Überleben der Art nicht gefährdet. Ebenfalls sind Arten gelistet, die zwar nicht gefährdet sind, aber im Handel nicht von gefährdeten Arten unterschieden werden können. Dieser Anhang beinhaltet auch die Anhang I Arten, für die die EU-Mitgliedsstaaten einen Vorbehalt angemeldet haben. Beispiele: alle Affen, alle Landschildkröten, alle Kakteen, alle Orchideen, Krokodile, Warane und einige Tropenhölzer.
Anhang CDie Arten des Anhangs C (Anhang III bei CITES) sind immer in Kombination mit einem Land gelistet. Für den Handel mit Individuen aus diesem Land ist eine Ausfuhrgenehmigung des gelisteten Landes notwendig, Individuen aus anderen Ländern benötigen lediglich einen Herkunftsnachweis. Dieser Anhang beinhaltet auch die Anhang II Arten für die die EU-Mitgliedsstaaten einen Vorbehalt angemeldet haben. Beispiele: Einige Mangusten aus Indien, einige Schildkröten aus China und Zedern aus Bolivien.
Anhang DDie Arten des Anhang D (keine Entsprechung bei CITES) werden hinsichtlich der gehandelten Menge überwacht. Bei Einfuhr in die EU ist lediglich eine Einfuhrmeldung nötig. Dieser Anhang beinhaltet auch die Anhang III Arten für die die EU-Mitgliedsstaaten einen Vorbehalt angemeldet haben.
Die Anhänge werden nach jeder CITES-Vertragsstaatenkonferenz an die veränderte Listung in CITES angepasst. Dies beinhaltet Listung einer Art in einem anderen Anhang sowie Streichung und Neuaufnahme von Arten. Die letzten beiden Vertragsstaatenkonferenzen fanden 2016 in Johannesburg und 2019 in Genf statt. Die nächste wird voraussichtlich im Juni 2022 in Costa Rica abgehalten.

## Umsetzung und Vollzug
Als Verordnung muss die Verordnung (EG) Nr. 338/97 nicht in nationales Recht umgesetzt werden, sondern sie gilt unmittelbar in jedem Mitgliedstaat. Sanktionen für Verstöße werden national geregelt; jeder Mitgliedsstaat kann strengere Maßnahmen erlassen. In Deutschland ist dies durch das Bundesnaturschutzgesetz und die auf dieser Basis erlassene Bundesartenschutzverordnung erfolgt, in Österreich durch das Artenhandelsgesetz (ArtHG2009).
Der Vollzug erfolgt in Deutschland die Ein- und Ausfuhr betreffend durch das Bundesamt für Naturschutz und teils die Hauptzollämter und die Markt- und Besitzüberwachung betreffend durch die nach Landesrecht zuständigen Behörden, also meistens durch die kreisfreien Städte und Kreisverwaltungsbehörden. In Österreich erfolgt das durch das (Bundesministerium für Land- und Forstwirtschaft, Umwelt und Wasserwirtschaft).
In Deutschland sind Arten des Anhang A als streng geschützt, Arten des Anhang B als besonders geschützt definiert (§ 7 Abs. 2 Nr. 13 und 14 BNatschG, siehe auch Bundesartenschutzverordnung). Besitz und Besitzwechsel (Erwerb, Zucht, Abgabe, Verkauf, Tod, Entweichen etc.) lebender Wirbeltiere wildlebender Arten der Anhänge A und B müssen den zuständigen Naturschutzbehörden gemeldet werden, wobei der Halter regelmäßig in der Beweispflicht ist, dass das betroffene Exemplar keinem Besitzverbot unterliegt, und auch geprüft wird, ob er die nötige Sachkunde hat und tierschutzgemäße Haltungsbedingungen bietet. Rechtmäßig erworbene Exemplare dürfen ohne zusätzliche Genehmigung gehalten werden. Von diesen Meldepflichten sind Tiere der Anlage 5 der Bundesartenschutzverordnung wie z. B. Pfirsichköpfchen und Grüner Leguan ausgenommen, da sie häufig gezüchtet werden und ein illegaler Handel kaum stattfindet. Diese Regelung gilt nicht für Arten des Anhangs C.

## Rechtsquellen
- Verordnung (EG) Nr. 338/97 in der konsolidierten Fassung vom 10. August 2013
- Verordnung (EG) Nr. 865/2006 der Kommission vom 4. Mai 2006 mit Durchführungsbestimmungen zur Verordnung (EG) Nr. 338/97 des Rates über den Schutz von Exemplaren wild lebender Tier- und Pflanzenarten durch Überwachung des Handels in der konsolidierten Fassung vom 27. Februar 2019